# Gabrielle Lespinasse
Gabrielle Lespinasse (* 1888 in Paris; † um 1970; eigentlich Gabrielle Depeyre) war eine Muse des spanischen Künstlers Pablo Picasso. Die heimliche Affäre, die beide von 1915 bis 1916 unterhielten, wurde erst 1987 durch den Kunsthistoriker John Richardson öffentlich gemacht.

## Leben

### Liebesbeziehung zu Picasso
Die genauen Umstände, unter denen Lespinasse und Picasso sich kennenlernten, sind nicht bekannt. Die Affäre zwischen der 27-jährigen und dem sechs bis sieben Jahre älteren Künstler begann im Herbst 1915. Zu dieser Zeit war Picassos zweite Lebensgefährtin, Eva Gouel, schwer an Tuberkulose erkrankt. Lespinasse wohnte im obersten Stock eines Hauses am Boulevard Raspail, nahe dem Studio des Malers. Es wird angenommen, dass sie als Tänzerin am Cabaret von Montparnasse arbeitete. Der Kritiker und Dichter André Salmon behauptete, er habe Picasso angeregt, sie singen und tanzen zu sehen. In ihrem Aussehen ähnelte die attraktive Lespinasse Gouel, wie von Picasso aufgenommene Fotografien und gefertigte Porträts beweisen. „Gaby“, wie Picasso sie nannte, war „eine großartige Schönheit, besonders im Profil, mit ihrem flauschigen Pony, großen schwermütigen Augen und einer herrlichen, nach oben gewandten Nase […] Eines dieser entspannten, katzenähnlichen Mädchen, wie sie Colette erträumte.“, so der Biograf und Picasso-Vertraute John Richardson. Die Affäre hielt der Künstler selbst vor Gertrude Stein oder Alice B. Toklas geheim. Nur bei dem befreundeten Kunstkritiker Pierre Daix fand sich eine kurze Erwähnung über eine „geheimnisvolle Madame L.“
Als ein Grund für die Geheimhaltung wird die tödliche Krankheit Eva Gouels angesehen. Ein weiterer war die Beziehung der Französin zu dem franko-amerikanischen Künstler und Dichter Herbert Lespinasse (1884–1972), dessen Namen sie bereits vor der Heirat angenommen hatte. Der wohlhabende Herbert Lespinasse hatte sich als einer der ersten Künstler in dem kleinen Hafenort Saint-Tropez an der französischen Mittelmeerküste angesiedelt. Sein dortiges Haus avancierte zum Zentrum der Pariser Bohème. Picasso und seine Geliebte nutzten es als Aufenthaltsort, wie auch viele andere Künstler und Intellektuelle, die im Ersten Weltkrieg aus der französischen Hauptstadt flüchteten. Im November und Dezember 1915 hielt sich Picasso fast ständig dort auf, um Gabrielle Lespinasse zu sehen. Aus Angst vor einer Entdeckung vermied er es, sie mit nach Céret, Sorgues oder Avignon zu nehmen. Seine Lebensgefährtin Eva Gouel verstarb Mitte Dezember 1915.
Picasso umwarb Lespinasse mit naturalistischen Zeichnungen und Aquarellen, hauptsächlich um ihr zu gefallen und zu schmeicheln, als seine Kunst weiter voranzutreiben. Auf Zeichnungen und auf vielen Holzrahmen hinterließ er kompromittierende Liebesbotschaften, die nur für sie bestimmt waren. Der Großteil der Botschaften Picassos auf den Zeichnungen wurde später vor ihrem Verkauf unkenntlich gemacht. In vielen Fällen blieben nur die Widmung de tout mon cœur (dt.: „Aus meinem ganzen Herzen“) und die Signatur Picassos erhalten. An einem Passepartout der Collage eines rechteckigen Textes (Je t’aime Gaby) mit ornamentalem Rand, umringt von vier ovalen Miniaturen und zwei ovalen Miniatur-Photographien findet sich ein Zettel mit einer kurzen Notiz Picassos: J’ai demandé ta main au Bon Dieu. Paris 22 Fevrier 1916 (dt.: „Ich habe den lieben Gott um Deine Hand gebeten“). John Richardson nimmt an, dass das Schriftstück vermutlich die ersten ernstzunehmenden Heiratsabsichten des selbsterklärten Atheisten darstellen, der zuvor seinen Glauben strikt verleugnet und auch nie Interesse an einer Heirat gezeigt hatte. Neben den Porträts malte Picasso für sie drei Aquarelle provenzalischer Interieurs (Schlafzimmer, Esszimmer, Küche), vermutlich Innenansichten von Lespinasses Haus in Saint-Tropez, und fertigte eine Halskette aus bemalten Holzkugeln mit verschiedenen geometrischen Motiven an. Die vier Miniatur-Meisterwerke auf dem Heiratsantrag (Richardson nennt sie whimsical, dt.: „drollig, sonderbar“) waren drei ovale kubistische Stillleben und ein allegorisches Porträt der Geliebten. Das einzige Gemälde von Bedeutung war das traditionell gestaltete Bild einer Pfingstrose aus dem Jahr 1901.

### Trennung und Enthüllung der Affäre
Lespinasse wies Picassos Heiratsantrag zurück und heiratete Herbert Lespinasse am 23. April 1917 in Saint-Tropez. Picasso unterhielt nach seinem Scheitern im Frühjahr 1916 eine Affäre mit der Künstlerin Irène Lagut, die aber ebenfalls seinen Heiratsambitionen abgeneigt war. Später übersiedelte er von Paris nach Rom, wo er seine erste Ehefrau, die russische Balletttänzerin Olga Chochlowa, kennenlernte. Ende der 1950er Jahre erfuhr John Richardson, ehemaliger Leiter der US-amerikanischen Niederlassung des Auktionshauses Christie’s, erstmals von der Verbindung zwischen Lespinasse und Picasso, als die ehemalige Geliebte einige ihrer Porträts auf dem Kunstmarkt anbot. Versuche, mit ihr persönlich in Kontakt zu treten, scheiterten jedoch. Richardson sprach daraufhin Picasso auf die Porträts an und zeigte ihm Fotografien dieser. „Er war offenkundig erfreut sie zu sehen, aber verärgert an eine Episode erinnert zu werden, die er beschlossen hatte zu vergessen.“, so Richardson.
Nach dem Tod des Ehepaares Anfang der 1970er Jahre verkaufte Gabrielle Lespinasses Nichte die Stücke. Über den Pariser Kunsthändler Daniel Malingue gelangte der in Monte Carlo lebende Kunstsammler und Picasso-Experte Douglas Cooper in den Besitz des Erbes, das sowohl aus Kunstwerken als auch Liebesbriefen von Picasso und amtlichen Dokumenten wie Heirats- und Sterbeurkunden von Lespinasse bestand. Cooper widerstrebte eine Präsentätion der Objekte, die die einzigen Beweise für die Affäre darstellten, und hielt den Besitz streng geheim. Erst nach dessen Tod im Jahr 1984 machte sein Adoptivsohn William McCarty Cooper die Sammlung John Richardson zugänglich. Dieser stellte sie erstmals im September 1987 in der Oktober-Ausgabe der britischen Zeitschrift House & Garden der Öffentlichkeit vor. Ende des Jahres 1987 wurde die Sammlung zum ersten Mal im Kunstmuseum Basel und später in der Londoner Tate Gallery ausgestellt.
1996 wurde das als Pressekonferenz inszenierte Stück Picasso’s Women des Dramatikers Brian McAvera in mehreren Teilen im britischen Radio übertragen, in dem sich Picassos frühere Frauen, Modelle und Geliebte in Monologform an das Zusammenleben mit dem Künstler erinnern, darunter auch Gabrielle Lespinasse. Im Frühjahr 2002 wurde Picasso’s Women als Theaterstück in Großbritannien uraufgeführt, in dem das US-amerikanische Model Jerry Hall die Rolle von Lespinasse spielte. Die deutsche Uraufführung unter dem Titel Picassos Frauen fand Anfang Januar 2003 in der Oper in Chemnitz statt, in der die Schauspielerin Barbara Geiger den Part der Lespinasse übernahm und Regie führte.